# L'Épouvanteur
 (décembre 2020).
Si vous disposez d'ouvrages ou d'articles de référence ou si vous connaissez des sites web de qualité traitant du thème abordé ici, merci de compléter l'article en donnant les références utiles à sa vérifiabilité et en les liant à la section « Notes et références ».
L'Épouvanteur (titre original : The Wardstone Chronicles, littéralement « Les Chroniques de la Pierre des Ward ») est une série littéraire de dark fantasy écrite par le Britannique Joseph Delaney et publiée initialement chez Random House puis en France chez Bayard jeunesse. Elle est connue sous le titre de The Last Apprentice (« Le Dernier Apprenti ») aux États-Unis.
La série se compose de treize tomes en langue originale,. L'auteur a ensuite lancé en 2015 une trilogie dans le même univers continuant le combat de Tom Ward contre l'Obscur. Elle est intitulée The Starblade Chronicles (« Les Chroniques de la Lame Étoile »). Les trois volumes de cette série sont présentés par Bayard jeunesse comme les quatorzième, quinzième et seizième tomes de la série L'Épouvanteur.
Une nouvelle série intitulée Brother Wulf paraît en 2020, traduite par Bayard jeunesse sous le titre de Frère Wulf.

## Résumé
L’histoire se déroule à Chippenden, comté d’une Angleterre habitée par diverses créatures de folklore comme les sorcières ou les gobelins. L’Épouvanteur est chargé de contrôler les manifestations du surnaturel. Au début de la série, L’Épouvanteur du comté prend un nouvel apprenti, Thomas J. Ward, le narrateur, qui doit apprendre à lutter contre les diverses manifestations de l’Obscur dont le Malin (le diable) est le roi.

## UniversL'Épouvanteur
Les ouvrages sont illustrés par David Wyatt et David Frankland, et traduits en français par Marie-Hélène Delval.

### SérieL'Épouvanteur
1. L'Apprenti épouvanteur, Bayard jeunesse, 2005 ((en) The Spook's Apprentice, 2004), trad. Marie-Hélène Delval, 450 p.  (ISBN 978-2-298-00509-7)Réédition poche, Bayard jeunesse, 2017, 290 p. (ISBN 978-2-7470-8056-9)
2. La Malédiction de l'épouvanteur, Bayard jeunesse, 2006 ((en) The Spook's Curse, 2005), trad. Marie-Hélène Delval, 450 p.  (ISBN 978-2-298-00510-3)Réédition poche, Bayard jeunesse, 2017, 367 p. (ISBN 978-2-7470-8382-9)
3. Le Secret de l'épouvanteur, Bayard jeunesse, 2007 ((en) The Spook's Secret, 2006), trad. Marie-Hélène Delval, 450 p.  (ISBN 978-2-298-00965-1)Réédition poche, Bayard jeunesse, 2018, 374 p. (ISBN 978-2-7470-8383-6)
4. Le Combat de l'épouvanteur, Bayard jeunesse, 2008 ((en) The Spook's Battle, 2007), trad. Marie-Hélène Delval, 450 p.  (ISBN 978-2-7470-2573-7)Réédition poche, Bayard jeunesse, 2018, 418 p. (ISBN 978-2-7470-8384-3)
5. L'Erreur de l'épouvanteur, Bayard jeunesse, 2009 ((en) The Spook's Mistake, 2008), trad. Marie-Hélène Delval, 450 p.  (ISBN 978-2-7470-2797-7)Réédition poche, Bayard jeunesse, 2018, 393 p. (ISBN 978-2-7470-8385-0)
6. Le Sacrifice de l'épouvanteur, Bayard jeunesse, 2011 ((en) The Spook's Sacrifice, 2009), trad. Marie-Hélène Delval, 450 p.  (ISBN 978-2-7470-2798-4)Réédition poche, Bayard jeunesse, 2019, 322 p. (ISBN 978-2-7470-8386-7)
7. Le Cauchemar de l'épouvanteur, Bayard jeunesse, 2011 ((en) The Spook's Nightmare, 2010), trad. Marie-Hélène Delval, 350 p.  (ISBN 978-2-7470-3457-9)Réédition poche, Bayard jeunesse, 2019, 352 p. (ISBN 978-2-7470-9796-3)
8. Le Destin de l'épouvanteur, Bayard jeunesse, 2012 ((en) The Spook's Destiny, 2011), trad. Marie-Hélène Delval, 317 p.  (ISBN 978-2-7470-3701-3)Réédition poche, Bayard jeunesse, 2020, 352 p. (ISBN 979-10-363-1062-1)
9. Grimalkin et l'Épouvanteur, Bayard jeunesse, 2013 ((en) Spook's: I Am Grimalkin, 2011), trad. Marie-Hélène Delval, 400 p.  (ISBN 978-2-7470-4501-8)Réédition poche, Bayard jeunesse, 2021, 352 p. (ISBN 979-10-363-1063-8)
10. Le Sang de l'épouvanteur, Bayard jeunesse, 2014 ((en) The Spook's Blood, 2012), trad. Marie-Hélène Delval, 330 p.  (ISBN 978-2-7470-3857-7)Réédition poche, Bayard jeunesse, 2021, 352 p. (ISBN 979-10-363-1064-5)
11. Le Pacte de Sliter, Bayard jeunesse, 2015 ((en) Spook's: Slither's Tale, 2012), trad. Marie-Hélène Delval, 308 p.  (ISBN 978-2-7470-3858-4)Réédition poche, Bayard jeunesse, 2022, 308 p. (ISBN 979-10-363-3315-6)
12. Alice et l'Épouvanteur, Bayard jeunesse, 2016 ((en) Spook's: Alice, 2013), trad. Marie-Hélène Delval, 329 p.  (ISBN 978-2-7470-5358-7)Réédition poche, Bayard jeunesse, 2022, 328 p. (ISBN 979-10-363-3261-6)
13. La Revanche de l'épouvanteur, Bayard jeunesse, 2017 ((en) The Spook's Revenge, 2013), trad. Marie-Hélène Delval, 352 p.  (ISBN 978-2-7470-5735-6)Réédition poche, Bayard jeunesse, 2023, 352 p. (ISBN 979-10-363-4732-0)

### SérieThe Starblade Chronicles
Dans la traduction française, les volumes de cette série sont vus comme les quatorzième et suivants de la série L'Épouvanteur.
1. Thomas Ward l'épouvanteur, Bayard jeunesse, 2017 ((en) A New Darkness, 2014), trad. Marie-Hélène Delval, 352 p.  (ISBN 978-2-7470-5736-3)Réédition poche, Bayard jeunesse, 2023, 352 p. (ISBN 979-10-363-5803-6)
2. La Résurrection de l'épouvanteur, Bayard jeunesse, 2018 ((en) The Dark Army, 2016), trad. Marie-Hélène Delval, 340 p.  (ISBN 978-2-7470-5737-0)Réédition poche, Bayard jeunesse, 2024, 368 p. (ISBN 979-10-363-5805-0)
3. L'Héritage de l'épouvanteur, Bayard jeunesse, 2019 ((en) Dark Assassin, 2017), trad. Marie-Hélène Delval, 368 p.  (ISBN 978-2-7470-57387)Réédition poche, Bayard jeunesse, 2024, 352 p. (ISBN 979-10-363-7276-6)

### SérieFrère Wulf
1. L'Enlèvement de l'épouvanteur, Bayard jeunesse, 2021 ((en) Brother Wulf, 2020), trad. Marie-Hélène Delval, 304 p.  (ISBN 979-10-363-2487-1)Réédition poche, Bayard jeunesse, 2024, 304 p. (ISBN 979-10-363-5804-3)
2. Le Fléau du Tulpan, Bayard jeunesse, 2022 ((en) Wulf's Bane, 2021), trad. Marie-Hélène Delval, 300 p.  (ISBN 979-10-363-2907-4)Réédition poche, Bayard jeunesse, 2025, 320 p. (ISBN 979-10-363-7089-2)
3. Le Dernier Épouvanteur, Bayard jeunesse, 2023 ((en) The Last Spook, 2022), trad. Marie-Hélène Delval, 336 p.  (ISBN 979-10-363-4583-8)Réédition poche, Bayard jeunesse, 2025, 336 p. (ISBN 979-10-363-6914-8) (à paraître le 5 novembre 2025)
4. L'Avènement de l'obscur, Bayard jeunesse, 2024 ((en) Wulf's War, 2023), trad. Marie-Hélène Delval, 300 p.  (ISBN 979-10-363-6333-7)

### Recueil de nouvelles
- Les Sorcières de l'épouvanteur, Bayard jeunesse, 2011 ((en) The Spook's Stories: Witches, 2009), trad. Marie-Hélène Delval, 182 p.  (ISBN 978-2-7470-3639-9)Réédition poche, Bayard jeunesse, 2020, 220 p. (ISBN 979-10-363-1629-6)
  - Meg Skelton, 2011 ((en) Meg Skelton, 2009)
  - Dora la cracheuse, 2011 ((en) Dirty Dora, 2009)
  - Grimalkin, 2011 ((en) Grimalkin's Tale, 2009)
  - Alice et le Mangeur de cerveaux, 2011 ((en) Alice and the Brain Guzzler, 2009)
  - La Banshie, 2011 ((en) The Banshee Witch, 2009)
- (en) The Spook's Tale and Other Horrors, 2009
  - (en) The Horrors Begin, 2009, essai
  - L'Histoire de l'épouvanteur, 2014 ((en) The Spook's Tale, 2009)Parue dans le recueil Le Septième Fils aux éditions Bayard jeunesse qui regroupe également les deux premiers tomes de la série
  - (en) Alice's Tale: Mouldheels and Maggots, 2009
  - Grimalkin, 2011 ((en) Grimalkin's Tale)Parue dans le recueil Les Sorcières de l'épouvanteur aux éditions Bayard jeunesse
  - (en) The Gallery of Villains, 2009

### Hors-séries
- Le Bestiaire de l'épouvanteur, Bayard jeunesse, 2013 ((en) The Spook's Bestiary, 2010), trad. Marie-Hélène Delval, 236 p.  (ISBN 978-2-7470-3713-6)Réédition poche, Bayard jeunesse, 2021, 236 p. (ISBN 979-10-363-1890-0)
- Le Septième Fils, Bayard jeunesse, 2014, trad. Marie-Hélène Delval, 697 p.  (ISBN 978-2-7470-3425-8)Recueil contenant L'Apprenti épouvanteur, La Malédiction de l'épouvanteur et L'Histoire de l'épouvanteur

## Les personnages principaux
Le héros de la série est un garçon proche de ses treize ans (au début de l'histoire), nommé Thomas J. Ward, souvent simplement appelé Tom. Il devient l'apprenti de John Gregory, qui exerce l'ingrat et terrifiant métier « d'Épouvanteur ». Tom est le narrateur de leurs aventures.
On compte huit personnages principaux :
- Thomas J. Ward (l'apprenti de l'Épouvanteur, qui par la suite devient à son tour épouvanteur.)
- John Gregory (l'Épouvanteur)
- Alice Deane (une sorcière amie de Tom, fille du Diable et de Lizzie l'Osseuse, et arrière-petite-fille de Mère Malkin)
- Zenobia (la mère de Tom, qui est la première des Lamia)
- Le Malin (aussi appelé le Diable, Satan, et le Père du Mensonge)
- Bill Arkwright (Épouvanteur du nord du Comté qui prit Tom pour apprenti pendant 6 mois, expert des créatures de l'eau, et possédant plusieurs chiens. À sa première rencontre avec Tom, il n’a que deux chiens : « Croc » le mâle et « Griffe » la femelle ; puis, avant leur départ pour la Grèce, elle met au monde deux chiots « Sang » et « Os ». « Croc » est tué par une sorcière d'eau, dans le tome 5, ainsi que «Griffe», dans le tome 13.
- Grimalkin (une sorcière, tueuse du clan Malkin, et une future alliée de Tom et de son maître)
- Kratch (le gobelin qui travaille pour l'Épouvanteur, cuisine chez lui, fait le ménage, garde la maison et les jardins, son nom n'est révélé que dans le tome 10 lorsque Tom conclu un nouveau pacte avec lui)

Autres personnages principaux
- Mab Mouldheel (chef du clan de sorcières Moulhdeel qui trahit Tom à plusieurs reprises et est jalouse de l'amitié entre Tom et Alice)
- Agnès Sowerbuts (sorcière bénévolante qui aide Tom et ses allié(e)s à maintes reprises grâce à ses sorts de guérison et finit malheureusement d'une mort violente dans le tome 9)

### Thomas Jason Ward
L'apprenti de John Gregory est le héros de l'histoire. Tous les livres, à l'exception de Grimalkin et L'Épouvanteur, Le Pacte de Sliter et Alice et l'Épouvanteur, sont racontés de son point de vue, et il y joue toujours le rôle majeur.
Tom est le septième fils d'un septième fils, ce qui lui donne certaines capacités contre «l'obscur». On apprend dans le sixième livre de la série que sa mère est Lamia, la première sorcière lamia, originaire de Grèce et que son père l'a sauvée lorsqu'il était marin. Tom a accompli beaucoup de choses, malgré son manque d'expérience. Il a vaincu la sorcière Mère Malkin, a entravé un gobelin éventreur, a détruit le Fléau, une créature demeurant dans les catacombes de la cathédrale de Priestown, et s'est dressé contre le puissant Golgoth, le Seigneur de l'Hiver. Mais son plus grand combat, qui commença à partir du tome 4 (Le Combat de l'épouvanteur) est celui contre le Diable en personne, qui a été invoqué par les trois clans de sorcières de Pendle (les Mouldheel, les Malkin et les Deane).
Il entretient une grande amitié, bien que fortement désapprouvée par son maître, avec Alice, une jeune sorcière. Il semble également avoir des sentiments plus intenses pour elle. Dans le tome 4, Mab, une sorcière du clan des Mouldheels, tombe amoureuse de lui et est très jalouse d'Alice. Et après que Mab l'a trahi et a révélé sa cruauté, il lui promet de revenir un jour à Pendle pour l'enfermer dans une fosse. Quand Alice est enlevée par Le Malin dans le tome 8, on découvre aussi que sa perte le rend encore plus malheureux que celle de ses parents.
C'est un apprenti dévoué, respectueux et doué, bien que plutôt désobéissant. Il se montre intelligent, mais il entre parfois en conflit avec son maître, qui lui reproche notamment de trop écouter son cœur, plutôt que sa tête.
On ne sait pas grand-chose à propos de son apparence, mais on apprend dans L'Apprenti épouvanteur, le tome 1, puis dans Le Combat de l'épouvanteur, le tome 4, qu'il a les yeux verts. Il est gaucher, tout comme M. Gregory. Il est aussi possible de deviner son apparence avec les images où il apparaît au début de certains chapitres. D'après ces illustrations, Tom est mince et a des cheveux courts, jusqu'au tome 5, à partir duquel il a de longs cheveux attachés.

### John Gregory
C'est l'Épouvanteur du Comté, et le maître de Tom. John Gregory a un mystérieux passé que l'on va progressivement découvrir. À l'origine, il était prêtre mais après s'être disputé avec son frère, il doute de l'existence de Dieu et devient un Épouvanteur. Depuis, son opinion sur la religion n'est pas claire : il croit en Dieu, mais pas de la façon dont on le vénère dans les églises.
C'est un maître exigeant, sérieux et avare en compliments, mais néanmoins bon, généreux et courageux : bien qu'il puisse se montrer sévère, il ne bat jamais Tom. Comme tous les septièmes fils d'un septième fils, John Gregory est gaucher.
Dans son passé, il a eu des relations avec plusieurs femmes. D'abord Emily Burns, une femme originaire du même village que lui et promise à l'un de ses frères. Ils sont tombés amoureux et sont partis vivre ensemble. Son frère ne lui a jamais pardonné. Par la suite, Emily s'est lassée de lui mais ils sont restés bons amis. On apprend son décès dans le tome 3.
Quand il venait de devenir Épouvanteur, Gregory a rencontré Meg Skelton, une sorcière lamia redoutée dans tout le Comté. Malgré son devoir d'Épouvanteur, il n'a pu se résoudre à l'enfermer dans une fosse car ils s'aimaient passionnément. Il l'a finalement épousée. Tom rencontre Meg dans le tome 3.
Gregory lui fait prendre à son insu une potion qui lui fait perdre la mémoire et lui fait oublier qu'elle est une sorcière. Il s'évite ainsi de l'emprisonner dans une fosse. Mais Meg va retrouver peu à peu la mémoire et se rappeler qui elle est. Quand elle prend conscience de ce que Gregory a fait pour la maintenir à ses côtés, ses sentiments pour lui deviennent plus mitigés. À la fin de ce tome, Gregory, malgré son amour pour Meg, la laisse retourner dans son pays, la Grèce, avec sa sœur Marcia.
Il ne lui reste qu'un seul frère en vie nommé Andrew, un habile serrurier. Tom le rencontre pour la première fois dans le deuxième livre. Il avait aussi un frère qui était prêtre. Tom le sauve d'un gobelin à Horshaw dans le tome 2 également, mais il décède des suites de ses blessures. Gregory et son frère ne se parlaient plus, car Emily Burns lui a préféré l'Épouvanteur. Cependant, il a quand même assisté à ses funérailles.
Gregory est décrit par Tom comme ressemblant à un loup. Il a les yeux verts, une barbe grise et des cheveux grisonnants. Il est mince et très fort pour son âge, capable de lancer à grande distance un bâton ou de soulever une sorcière sans difficulté.
Tom respecte particulièrement son maître. Malgré son âge, il est encore fort, mais avec l'âge, sa force décroît…
Il n'apprécie pas trop Alice et son amitié avec Tom : il redoute toujours qu'elle rejoigne l'obscur et entraîne Tom avec elle. Sa politique en ce qui concerne l'Obscur est très claire : il ne veut faire aucune concession au Mal de peur de se laisser entraîner. Mais cette position va être remise en question au fur et à mesure : contraint d'accueillir Alice, de faire alliance avec des sorcières dans le tome 6, puis avec Grimalkin, cette position semble de plus en plus dépassée par la nécessité de vaincre le Malin.
Son déclin est de plus en plus prononcé au fil des tomes de la saga et à la fin du Tome 13 il finit par mourir lors de la bataille pour empêcher le corps du Malin d'être assemblé à nouveau.
Son corps se trouve enterré par-dessus la lame-étoile dans le jardin ouest à côté du banc de la maison de Chipenden.

### Alice Deane
C'est la seule véritable amie de Tom, en dehors peut-être de Gregory. Alice est la nièce d'une sorcière très maléfique, Lizzie l'Osseuse, et vit avec elle dans le premier tome (on apprend à la fin du tome 5 qu'elle est en réalité la fille de celle-ci et du Diable en personne). Elle lui a donc logiquement enseigné plusieurs secrets en médecine et surtout en sorcellerie, qu'elle commencera à utiliser sérieusement dans le tome 5.
Dans le premier livre, elle manipule Tom en lui faisant libérer la sorcière Mère Malkin, la mère de Lizzie l'Osseuse, mais, prise de remords, elle l'aide ensuite à s'échapper.
Elle vient de Pendle. Sa mère adoptive était de la famille Malkin et son père adoptif était un Deane, bien qu'ils ne pratiquaient pas la sorcellerie. Ils sont morts très tôt, c'est pourquoi Alice a été placée sous la garde de sa véritable mère.
Ayant été élevée par une sorcière, elle connaît des pratiques de magie, la préparation d'antidotes, et semble avoir un don pour la botanique. Elle connaît aussi le latin. Comme toutes les sorcières, elle est également très douée pour «renifler» l'approche des gens, ou sentir des choses qui sont à distance, ou qui se sont produites dans un passé proche. Elle utilise aussi la «scrutation» (la magie des miroirs, voir plus bas), par exemple pour espionner à distance les gens. Enfin, bien qu'elle nie être elle-même une sorcière, elle en possède certains pouvoirs et faiblesses : par exemple, elle supporte mal le contact avec le bâton de Tom, fait en bois de sorbier particulièrement efficace contre les sorcières, et utilise en certaines occasions des capacités propres aux sorcières, comme « l'horrification. »
À Chipenden, l'Épouvanteur lui fait recopier ses livres et elle participe à la formation de Tom en lui transmettant ce que lui a appris Lizzie l'Osseuse. Dans le tome 4, on voit aussi qu'elle l'entraîne, jouant le rôle de la sorcière que Tom doit neutraliser à l'aide de sa chaîne d'argent.

Elle n'aime pas le fait que M. Gregory n'ait pas confiance en elle, qu'il la mette parfois à l'écart, et elle est souvent source de conflits entre Tom et son maître. C'est à coup sûr grâce à Tom que Gregory n'a pas entravé Alice.
Elle reste un personnage contradictoire, à la frontière entre le bien et le mal. Néanmoins, elle et Tom sont très attachés. Dans le tome 1, elle lui a imposé sa «marque» de sorcière, qui ne s'effacera jamais, (malgré tout, elle s'efface dans le tome 13, lorsque Alice se trouve éprise de Lukraste) et qui prouve que Tom lui «appartient». Grâce à cette marque, Tom a pu échapper à Mab, qui essayait de le posséder dans le tome 4. Mab est par ailleurs une des pires ennemies d'Alice. Jalouse de l'amitié d'Alice avec Tom, elle a juré de la tuer un jour.
Alice est assez grande, avec de beaux yeux bruns et de longs cheveux noirs. Tom la décrit comme très jolie. Elle porte des souliers pointus, comme la plupart des sorcières. Elle a aidé Tom à éliminer Mère Malkin. L'Épouvanteur suppose dans le tome 2 qu'elle s'est entichée de Tom, ce qui semble se confirmer dans le tome 4, où elle s'emporte en apprenant que Mab a embrassé Tom (bien que de force), puis dans le tome 5, où elle embrasse rapidement Tom avant de partir. Elle partage sa vie a la fin du tome 16 et dans frère wulf (suite de l'épouvanteur)
La question est : peut-on lui faire confiance ?
Et malheureusement, John Gregory n'est pas de cet avis. Vers la fin du tome 5, il menace de la mettre dans une fosse, apprenant que, depuis quelque temps, elle utilise souvent des miroirs pour contacter Tom (elle aurait même conclu un accord avec Grimalkin, une sorcière pernicieuse). Mais sous l'influence de l'indulgent Bill Arkwright, un autre Épouvanteur, il la laisse partir, non sans lui interdire de revenir à Chipenden. C'est après cet événement que Satan révéla à Tom qu'Alice est sa fille et celle de Lizzie l'Osseuse.
Elle est plus tard entraînée dans l'Obscur par son père et en reviendra changée : se servant de magie noire plus que jamais.
Dans le tome 15, on apprend qu'elle manipulait Lukraste sur les ordres de Pan (qui lui avait imposé de faire ce qu'il voudrait au moment voulu pour être entrée dans son domaine sans permissions).
Elle a donc toujours aimé Tom et non Lukraste, ce qui confirme leur relation amoureuse dans le tome 15.
Alice Deane est par ailleurs une sorcière très particulière car elle ne fait partie d'aucun type de sorcière connus (pernicieuses, bénévolentes, faussement accusées….). Elle est la première sorcière de la terre, une servante de l'Ancien dieu Pan, elle puise donc son pouvoir en cette dernière et peut provoquer différentes catastrophes naturelles (comme dans le tome 15 où elle provoque une éruption volcanique dans le pays des Kobalos) et entrer dans l'entre-monde. Elle est bien plus puissante que toutes sorcière connus et qu'un mage Kobalos de haizda, ce qui la rend extrêmement importante dans la lutte contre les kobalos et déterminante de la survie de l'humanité face à la menace Kobalos.

### Kratch
Kratch est un gobelin velu (voir ci-dessous). Il vit chez l'Épouvanteur, à Chipenden. Il fait le ménage dans la maison, il cuisine, et surtout, il protège la maison et les jardins. Lorsqu'une créature de l'obscur tente d'entrer dans la maison, le gobelin la met en pièces, et boit son sang, mais si l'intrus est humain, il l'avertit avec 3 hurlements avant d'attaquer. Kratch est invisible le plus souvent, mais il lui arrive de prendre l'apparence d'un gros chat roux. Kratch, comme tous les gobelins, peut être très susceptible. Il a par exemple frappé Tom une fois où il était descendu trop tôt pour manger. Mais il est également sensible à la flatterie (encore comme tous les gobelins). Il est apparemment très puissant, car dans le tome 2, il a repoussé le Fléau, bien qu'il ait subi plusieurs blessures durant le combat. Il restera borgne à la suite de ce dernier.
Il travaille pour l'Épouvanteur à cause d'un pacte qu'ils ont conclu quand l'Épouvanteur était jeune. Le gobelin saccageait la maison, alors l'Épouvanteur lui a proposé un accord : le gobelin nettoiera la maison et préparera les repas ; en échange de quoi, les jardins seront son domaine, et il pourra boire le sang des êtres vivants qui seront entrés sans la permission de l'Épouvanteur; mais il devra avertir l'intrus avec 3 hurlements si celui-ci est un humain. Le pacte devait durer tant que la maison aurait un toit.
Kratch est apparu à de nombreuses reprises dans plusieurs tomes, souvent invisible, mais les personnages savaient qu'il était là. Il se manifestait souvent avec son aspect de chat, ou avec des hurlements ou des ronronnements. Il a sauvé plusieurs fois les personnages : par exemple en empêchant Tusk de kidnapper Tom dans le tome 1, ou en combattant le Fléau. La seule fois où il a failli à ses devoirs de protecteur est dans le tome 6 : une ménade l'avait drogué, il ne l'avait donc pas remarquée quand elle est entrée dans la maison. Il l'a tuée plus tard, quand il a repris conscience, alors qu'elle était entravée. Dans le tome 7, la maison a brûlé, y compris le toit, ce qui a libéré Kratch. Tom l'a retrouvé dans le tome 10, et lui a proposé le même pacte que celui de l'Épouvanteur, avec quelques changements : ce pacte durera jusqu'à 3 jours après la mort de Tom, et cette fois, si Tom l'appelle 3 fois par son nom, alors qu'il est en danger, il devra venir l'aider, et aura le droit, encore une fois, de boire le sang des ennemis de Tom (c'est d'ailleurs à cette occasion que le nom du gobelin est révélé).

### Zenobia
La mère de Tom est décrite par ce dernier, durant son enfance, comme quelqu'un de mystérieux et de bienveillant. Elle dispose d'étranges pouvoirs de guérisseuse, qu'elle met à disposition du comté notamment lors des accouchements compliqués. Nous découvrons dans le tome 6 qu'elle est en réalité Lamia, la première, et la mère de toutes les autres sorcières lamias.
Elle rencontre le père de Tom lorsqu'il lui sauve la vie en Grèce, son pays d'origine. Elle était alors liée à un rocher par une chaîne d'argent, condamnée à mourir, car elle est exposée au soleil qu'elle ne supporte pas. Alors que le soleil commence à lui brûler la peau, le père de Tom, alors marin dont le bateau a fait escale ici, alerté par ses pleurs, la protège de son corps et à l'aide de sa chemise. Lorsque le soleil se couche, le père de Tom la délivre et elle l'embrasse pour le remercier.
Ils vivent un moment dans la maison de la mère de Tom en Grèce, puis il l'emmène au Comté et ils se marient. Elle lui donne 7 fils, mais nous n'en connaissons que 3 (Jack, James et Thomas).
Zenobia possède une petite pièce de sa maison, juste sous le grenier, qu'elle garde verrouillée.
Après la mort du père de Tom et le départ de sa mère pour la Grèce, bien que la ferme revienne à Jack, son frère aîné, Tom hérite de cette pièce, au grand déplaisir de Jack, jaloux. Cela lui causera d'ailleurs beaucoup d'ennuis dans le tome 4.
La pièce de Zenobia est une forteresse infaillible contre l'obscur, qui sera très utile à Tom dans le tome 4. On découvre dans ce même tome ce que contiennent les caisses qui sont dans cette pièce : il y a un coffre contenant des souvenirs de la mère de Tom, tels que sa robe de mariée ainsi que la chemise de son mari qui l'a protégée du soleil, de l'argent, des journaux intimes, des herbes et potions. Il y a aussi deux autres coffres qui contiennent les sœurs de la mère de Tom (Slake et Wynde), qui se révéleront en réalité être ses descendantes dans le tome 6. Elles ne peuvent être réveillées qu'au clair de lune et les coffres les contenants ne peuvent être ouverts que par Tom, ce que Tom fit pour échapper à Mab. Elles se révèlent être des lamias sauvages, qui feront office de « garde du corps » à Tom.
Elle se révèle être aussi la toute première Lamia, et par conséquent la mère de toutes ses congénères. (Le Sacrifice de l'Épouvanteur)

### Grimalkin
Tueuse du clan Malkin, très dangereuse, armée de ciseaux, ainsi que de plusieurs autres lames telles que des couteaux de jet et une grande épée, elle avait eu comme apprenti une jeune fille nommée Thorne. Grimalkin tentera de tuer Tom (tome 4 Le combat de L'épouvanteur) sur les ordres de son clan pour finalement l'aider à survivre dans les marécages contre Morwène (L'Erreur de l'Épouvanteur, tome 5). En effet, celle-ci est l'ennemie jurée du Diable depuis que celui-ci a fracassé le crâne de son fils nouveau-né (qu'elle avait eu de lui d'ailleurs). Or, Morwene doit tuer Tom pour que le règne du Malin soit éternel, donc Grimalkin aidera Tom à tuer « l'escorte » de Morwene quand il ira la défier dans les marais (le Diable l'y avait forcée, sinon il tuait Alice, l'Épouvanteur et Arkwright). À la fin du combat, Tom se fait accrocher par une sorcière qui le tire dans l'eau, et, sans l'intervention de Grimalkin, il serait mort. Puis elle lui dira avant de le quitter de revenir la voir à Pendle quand il aura 15 ans (dans quelques mois à ce moment-là) pour qu'elle lui fasse un « cadeau ». On en sait plus, dans le tome 6, quand elle lui offre un sort appelé le « noir désir », ainsi qu'une dague puissante contre les créatures de l'obscur. C'est la narratrice du tome 9, dans lequel elle se charge de garder la tête du Malin, entravé, hors de portée de ses serviteurs afin d'éviter qu'ils ne le libèrent. Elle est de nouveau présente dans le tome 10 où elle aidera Tom à vaincre Siscoï et son " armée " de strigoï, de strigoïca, de sorcières...
Elle joue un rôle majeur dans le tome 13, étant le leader de l'attaque contre le Malin et ses serviteurs durant la bataille de la Pierre des Ward. 
Les personnages secondaires

### La famille Ward
- John Ward : Père de Tom et septième fils. Il meurt dans le tome 3. Il était marin, c'est lors d'un voyage en Grèce qu'il rencontre Zenobia (voir plus haut), lui sauvant la vie. Il ne se doute pas de sa vraie nature et finit ses jours avec elle.
- Jack Ward : Premier fils de John et frère de Tom. Il n'aime pas que son frère Tom lui rende visite parce qu'il craint pour sa petite fille (Mary) : Tom attire les forces de l'Obscur en étant un apprenti Épouvanteur. Sa relation s'est donc plutôt envenimée avec lui. Tom le décrit comme ayant des sourcils broussailleux qui se rejoignent au-dessus de son nez. Il est aussi selon Tom l'être le plus réfractaire aux apparitions de l'obscur. Peut-être la sensibilité au surnaturel s'accroît en fonction de sa position dans une fratrie, trouvant son apogée au 7e fils ?
- James Ward : Deuxième fils de John et frère de Tom. Il est forgeron et apparaît dans le tome 4 pour aider Tom et l'Épouvanteur. Le Malin dit à Tom qu'il a fait égorger son frère et jeter son corps au fond d'une fosse dans le tome 10, mais dans le tome 13, James parvient à s'échapper de ses ravisseurs que Tom soupçonne d'être des créatures de l'obscur. Il est assez musclé.
- Ellie Ward : Femme de Jack et mère de Mary et Matthew.
- Mary Ward : Fille de Jack et d'Ellie.
- Matthew Ward : Fils de Jack et d'Ellie. Il reprendra sûrement la ferme familiale après Jack

### Les sorcières et leur entourage
- Lizzie l'Osseuse : sorcière utilisant la magie des ossements et tante d'Alice. Enfermée dans une fosse à l'issue du tome 1. Mais on apprend dans le tome 5 qu'elle est en vérité la mère d'Alice qu'elle a eue du diable. Elle meurt dans le tome 7. Dans l'obscur (comme on le voit dans le tome 12), elle est entrée, avec Tusk et Mère Malkin, au service du démon Belzébuth. On apprend aussi dans ce tome que son vrai nom est Elizabeth des Ossements.
- Alice Deane : fille de Lizzie l'Osseuse et du Malin. Précieuse alliée de Tom à qui elle sauve la vie à plusieurs reprises mais qu'elle met aussi dans de fâcheuses postures. L'Épouvanteur n'a pas confiance en elle.
- Tusk : fils de mère Malkin. Tué à l'issue du tome 1 par l'Épouvanteur, grâce au Bâton de Sorbier muni d'une lame d'argent au bout et lancé au front de Tusk, il meurt sur le coup. C'était un semi-homme. Dans l'obscur (comme on le voit dans le tome 12), il est entré, avec Lizzie l'Osseuse et Mère Malkin, au service du démon Belzébuth. Plus tard, il est tué une nouvelle fois, par Thorne Malkin dans l’obscure.
- Horn : semi-homme, détectant les ténèbres dans l’âme des gens au service de Lord Barrule.
- Lord Barrule : chaman puisant dans la cache de Grimm et qui a un goût du jeu qui va le mener à sa perte. Le fantôme de Bill Arkwrith ordonne à ses chiens de lâcher Tom et de le tuer. Précédant Lizzie l'osseuse dans le contrôle du buggane. L'Épouvanteur tue le buggane alors que celui-ci a pris la forme d'une hydre. Lizzie utilise son pouvoir sur les animaux avec ses pouces.
- Mère Malkin : C'est la pernicieuse la plus dangereuse, elle n’apparaît que dans les tomes 1 et 12. Elle est enfermée dans une fosse dans le jardin de l'Épouvanteur. Tom libère accidentellement Mère Malkin. Elle meurt une première fois, noyée, par Tom. Elle revit un peu plus tard en prenant possession d'un boucher avant de se faire manger par des cochons, puis brûler. Dans l'obscur (comme on le voit dans le tome 12), elle est entrée, avec Tusk et Lizzie l'Osseuse, au service du démon Belzébuth.
- Meg Skelton : sauvée autrefois par l'Épouvanteur et devenue compagne de ce dernier.
- Marcia Skelton : sœur de Meg et Lamia sauvage entravée par l'Épouvanteur dans un passé antérieur à l'histoire.
- Mab Mouldheel : chef des Mouldheel malgré son jeune âge, éprise de Tom. On la décrit comme la meilleure scruteuse de Pendle.
- Beth Mouldheel : sœur de Mab et jumelle de Jennet
- Jennet Mouldheel : sœur de Mab et jumelle de Beth. Tuée dans le tome 13.
- Madame Wurmalde : sorcière ennemie de la mère de Tom, elle réunit les 3 conventus pour invoquer Satan et le lancer sur Tom.
- Tibb : Kretch de Wurmalde, voyant.
- Spig : créature mangeuse de cerveaux, compagnon de Lizzie l'osseuse et tué par Alice.
- Anne Malkin : chef des Malkin.
- Maggie Malkin : parente d'Alice.
- Agnès Sowerbutts : tante d'Alice. Elle est bénévolente et guérisseuse. Elle meurt dans le tome 9, tuée par les serviteurs du Malin et le kretch, voulant forcer Grimalkin à rendre la tête du Malin.
- Morwène : fille du Malin et sorcière d'eau, elle paralyse ses victimes avec son œil de sang pour ensuite les crocheter et les vider de leur sang, elle aura pour mission de tuer Tom. Elle meurt tuée par grimalkin et tom dans le tome 5.
- Florence Deane : chef des Deane.
- Dora la Cracheuse : sorcière quelconque paraissant dans un hors-série (Les Sorcières de l'Épouvanteur[6])
- Thorne Malkin : apprentie de Grimalkin, celle-ci lui enseigne le nécessaire pour devenir une sorcière tueuse et reprendre le flambeau quand elle mourra (Grimalkin et l'Épouvanteur). Elle lui confie aussi la garde de la tête du Malin si elle venait à mourir. Mais elle se fait tuer par Browke le mage noir allié au kretch qui lui coupe également les pouces. Dans le tome 12, elle aidera Alice à récupérer Douloureuse, qui se trouve dans l'Obscur.
- Slake : l'une des deux "sœurs" de la mère de Tom. Elle vit dans la tour Malkin où elle lit les livres de la malle de Tom, que sa mère lui avait légué. Elle est la plus domestiquée des sœurs. Elle n'a plus ses ailes de vangire et ressemble presque à une femme normale (Grimalkin et l'Épouvanteur), mais est plus tard revenue à un stade entre les phases domestiques et sauvages (Le Sang de l'Épouvanteur). Elle a aidé Tom dans la bataille de la Pierre des Ward, y a survécu, et, d'après Grimalkin, est retournée en Grèce.
- Wynde : l'autre "sœur" de la mère de Tom, nommée d'après leur mère (d'après les dires de Slake). Elle vit avec Slake dans la tour Malkin et est en phase de métamorphose. Elle est entre la phase sauvage et la phase domestique des sorcières lamias. Elle est dotée d'ailes (vangire) et de la parole. Le kretch l'a tué et lui a mangé le cœur (Grimalkin et l'Épouvanteur), l'envoyant dans l'obscur. Elle survit bien dans l'obscur, et a aidé Alice et Thorne (Alice et l'Épouvanteur).

### Les autres créatures maléfiques
- fléau : créature des catacombes de la cathédrale de Priestown et ancien dieu déchu du « Petit Peuple ». Tué par Tom au terme du tome 2.
- Golgoth : Ancien Dieu, seigneur de l'hiver. Il reste enfermé sous "le quignon de pain", une butte de terre artificielle élevée en son honneur, où les gens pratiquaient des sacrifices humains afin qu'il laisse le printemps revenir. Il ne parvient pas à tuer Tom Ward car Morgan invoque Golgoth dans le pentacle de protection au lieu de dehors, trompé par Gregory qui remplace le mot « dehors » par « dedans ». Golgoth met un terme à la vie de Morgan mais ne peut pas rester bien longtemps dans le pentacle. Il quitte la Terre et Tom est retrouvé par Meg Skelton ainsi que sa sœur, Marcia, des lamias. Meg est une lamia domestique et Marcia est une lamia sauvage.
- Le Malin ou Satan : il devient un thème récurrent au fur et à mesure de la saga au point de devenir un des personnages principaux, dans le tome 5 où il fera prisonnier Tom, en prenant l'apparence de quelqu'un d'autre. Il a pris forme dans le tome 4 dans notre monde après un rituel des sorcières de Pendle. La quête de Tom consiste à le tuer véritablement. Dans le tome 6, le Malin est décapité : son corps est bloqué en Irlande par des piques d'argent et sa tête est dans un sac en cuir dont Grimalkin ne se sépare jamais en attendant de trouver le moyen de le tuer.
- L'Ordinn : Ancien Dieu, créature vivante en Grèce; dans le tome 6, Tom part en Grèce la combattre car si elle réussissait à s'allier avec le Malin, le monde toucherait à sa fin. C'est une vieille ennemie de Lamia qui finira par la tuer en mourant avec.
- Siscoï : Ancien dieu vampire et l'un des plus féroces serviteurs du Malin. Il est envoyé par ce dernier afin de récupérer sa tête, mais Tom parvient à le vaincre avant qu'il n'atteigne sa forme la plus parfaite, à la fin du Tome 10.
- Les Kobalos : Peuple vivant dans des régions éloignées du Comté, dans l'immense ville de Valkarky, ce sont des créatures qui ressemblent à des renards ou des loups marchant sur deux pattes. Leurs croyances sont très différentes de celles du Comté et ils pensent que leur ville finira par recouvrir la planète entière quand leur Dieu naîtra.[ Cette ville se trouve à la lisière du cercle arctique . Son nom signifie "la ville des arbres pétrifiés". On y trouve quantité d'abominations, créées par la magie noire. Les êtres qui y vivent ne sont pas humains](extrait de la définition des Kobalos dans le Bestiaire de L'épouvanteur). Ils se nourrissent de sang, leur population est exclusivement constituée de mâles, et une petite partie d'entre eux sont des mages vivant loin de la ville de Valkarky (dont Sliter) capables de modifier leur taille et qui considèrent que les humains vivant dans leur domaine leur appartiennent.
- Sliter : Puissant mage Kobalos qui, pour augmenter son énergie, boit le sang de ses victimes pendant la nuit. Le plus souvent, il prend l'apparence d'un rat et peut aller jusqu'à  tuer des innocents (dans le tome 11 L'épouvanteur et le pacte de Sliter). À la mort du fermier Rowler, Sliter doit respecter le pacte qu'il avait conclu avec lui 7 ans plus tôt, qui est d'épargner les deux cadettes en échange de Nessa, la fille aînée qu'il compte vendre comme esclave. Il vit dans sa haizda (lieu où tout ce qui est à l'intérieur appartient au propriétaire).

### Les épouvanteurs
- William "Billy" Bradley : ancien apprenti Épouvanteur de John Gregory, tué par un gobelin éventreur : le gobelin lui a arraché les doigts et lui a sucé le sang pendant que Billy tentait de l'entraver, il est mort de l'hémorragie.
- William "Bill" Arkwright : Épouvanteur du Nord du comté qui prendra Tom sous son aile. Il est spécialiste des créatures de l'eau. Il meurt dans la disparition de l'Ordinn à la fin du tome 6. Son esprit fait une apparition dans le tome 7 sous le pouvoir de lizzie l'Osseuse. On apprend dans le tome 2 Frère Wulf que l'épouvanteur était en réalité un Tulpa.
- Henry Horrocks : Épouvanteur, ancien propriétaire de la maison de Chipenden et d'Anglezarke. C’était le maître de John Gregory.
- Le père Stocks : ancien Apprenti de John Gregory, il réussit sa formation mais choisit de devenir prêtre, ce qui lui vaut de protéger le village de Downham, sa paroisse, des sorcières. Il meurt poignardé par Mme Wurmalde (Le Combat de l'épouvanteur).
- Judd Brinscall : Ancien apprenti de John Gregory, il apparaît dans le tome 10 (Le Sang de l'épouvanteur). Il est un allié dans la lutte contre le mal, néanmoins, il trahit l'épouvanteur sous la menace d'entités sanguinaires, les Moroïs et les Strigoïs qui souhaitent voir venir l'avènement de leur dieu vampire Siscoï sur terre. Lorsque Tom Ward et son maitre reprennent le contrôle de la situation et contrecarrent les plans de leurs ennemis, John Gregory propose à Judd de s'installer au nord du comté, et de remplacer le défunt Bill Arkwrigh. Dans le tome 13, celui-ci a participé à la bataille de la Pierre des Ward, avec ses chiens. D'après Grimalkin, il a survécu, mais a perdu des doigts, et sa chienne, Griffe, est morte.
- Jacob Stone : Un vieil épouvanteur apparaissant dans le tome 12. Il n'a pas de famille, car celle-ci est morte dans un incendie quand il était enfant. Il a causé de nombreux ennuis aux sorcières de Pendle, et a 2 sorcières mortes enterrées dans son jardin. Lizzie l'Osseuse avait été envoyée par le conventus des Malkin pour le tuer, ce qu'elle a fait avec l'aide des 2 sorcières, qu'elle a libérées. Plus tard, grâce à sa magie, elle a capturé son fantôme pour l'interroger sur un objet en cuir en forme d’œuf qu'elle a trouvé chez lui. Il a résisté aux tortures de Lizzie et s'est libéré peu de temps après (à la grande surprise de Lizzie).
- Épouvanteur Johnson : Ancien apprenti de John Gregory, son histoire est décrite dans la nouvelle The Seventh Apprentice et il fera également quelques apparitions dans la trilogie The Starblade Chronicles. Il est un épouvanteur particulier, puisqu'il se spécialise dans la traque des sorcières. Il dispose de pratiques bien particulières, notamment dans sa propre façon de catégoriser les sorcières. Pratiques que Tom Ward et son maitre n'approuveraient probablement pas. Il n'est pas un épouvanteur très populaire, mais cela est peut-être dû au fait qu'il se trompe occasionnellement dans ses jugements sur les sorcières, et condamne de parfaites innocentes. Il devient dans la suite Frère Wulf le maître de ce dernier.

### Les habitants du comté
- Morgan Hurst : fils de Emily Burns et d'Edwin Furner (tanneur, pourtant 7e fils d'un 7e fils) et pense être le fils de Gregory. Antagoniste majeur du tome 3, utilise la nécromancie pour se faire de l'argent en escroquant les gens. Désire obtenir le pouvoir de Golgoth, ancien dieu de l'Hiver. Tué par Golgoth à la suite d'une modification dans le rituel qu'il devait accomplir.
- Emily Burns : mère de Morgan et première compagne de Gregory.
- Famille Hurst : famille adoptive de Morgan.
- Juge Nowell : juge manipulé par Wurmalde.
- Barnes : prévôt.
- Père Cairns : prêtre de Priestown et cousin de l'Épouvanteur.
- Père Gregory : prêtre de Horshaw et frère de l'Épouvanteur, il meurt des suites de ses blessures, causées par un gobelin dans le tome 2. Il déteste son frère car son amante lui a préféré John lorsqu'il était jeune. Lors du tome 2, on apprend qu'il n'avait pas parlé à son frère depuis 40 ans.
- Matt Finley : forgeron.
- Groin-Groin : Il a été possédé par Mère Malkin, dans le tome 1. (voir détails dans la fiche du personnage d'Alice).
- Nana Nuckle : Habitante de Pendle, était au service de Lizzie L'osseuse, jusqu'à ce que Spig lui découpe la tête afin d'y loger.
- L'Inquisiteur : Il brûle tous les gens qu'il déclare sorciers ou proches de l'Obscur pour récupérer leurs biens ; l'Épouvanteur en faisait partie. Finalement il meurt, tué par le Fléau, sur ordre d'Alice, dans le tome 2.
- Andrew Gregory : Frère de l'Épouvanteur, et sa seule famille encore en vie. Ils sont proches, et Andrew a aidé son frère à plusieurs reprises.
- Famille Ward : Là où Tom a été élevé. Ils ont été enlevés par les Malkin pour les malles de la mère de Tom.

## Le comté
Le comté est le lieu où se déroule l'histoire de l'Épouvanteur et correspond au comté du Lancashire, dans l'Ouest de l'Angleterre. Bien que la situation politique décrite puisse sembler fantaisiste, elle correspond à peu près à celle qui régnait en Angleterre entre le XIIIe siècle, époque où l'Église acquiert la capacité de juger les hérésies, comme l'Inquisiteur (voir tome 2), et les années 1690 pendant lesquelles on assiste à l'acceptation de la nouvelle religion anglicane dans le Lancashire, et donc à la plus grande ouverture concernant le mariage des prêtres (voir la comparaison entre Épouvanteurs et prêtres au sujet des conditions de vies et sur le chapitre du célibat). L'Âge de Glace prophétisé en première page du livre correspond même à une période de froid, le petit âge glaciaire (situé entre 1250 et 1850 selon les définitions larges, et atteignant son apogée vers 1650). Les conflits dans le comté décrits dans les tomes 4 à 6 pourraient correspondre à la guerre de Cent Ans (quoique les incursions des troupes françaises aient été rares) et à quelques guerres civiles (ce qui n'expliquerait pas les batailles navales). Étrangement, le seul détail qui rend hasardeuse la thèse d'une histoire située dans une époque réelle est justement l'une des caractéristiques principales de l'œuvre : la présence d'Épouvanteurs, qui donnent au comté sa dimension originale. Cependant, malgré les nombreuses inventions, Joseph Delaney fait de fréquentes références à sa région pour construire la terre « semi-légendaire » où se déroule (principalement) son récit. On y retrouve des lieux réels, mais que l'auteur a changés, et d'autres rajoutés. Les villes et autres infrastructures où se déroule l'histoire sont par ordre chronologique :
- La ferme de la famille de Tom (autrefois appelée « La Brasserie »)
- La maison de l'Épouvanteur à Chipenden
- La ville de Priestown (T.2: ville où nos héros combattent le Fléau)
- La maison d'Hiver de l'Épouvanteur, à Anglezarke (T3: maison où Tom va rencontrer Meg)
- Le District de Pendle (T.4: Région où a lieu la fête de Lammas visant à invoquer Satan) comprenant :
  - la Combe aux Sorcières (cimetière des sorcières, T4)
  - La Tour Malkin (le repaire du clan)
  - Le Gore Roc (« Roc sanglant »)
- Les villages de : Downham, Roughlee, Bareleigh et Goldshaw Booth (appartenant respectivement aux clans Mouldheel, Deane et Malkin)

Certaines villes correspondent également à des villes réelles dont l'auteur a légèrement changé le nom :
- Chipenden = Chipping, Lancashire
- Priestown = Preston
- Addlington = Anderton.

L'auteur a également repris le véritable nom de certaines villes :
- Pendle
- Anglezarke
- Downham
- Lancaster
- Read, Lancashire
- Read Hall
- Roughlee
- Ormskirk
- Sunderland
- Liverpool

Certains lieux sont également réels mais adaptés aux nécessités romanesques pour le livre :
- Le tumulus en dessous duquel se trouve la salle où Golgoth apparaît (T3)
- La Tour Malkin (T4)
- Le manoir de Read Hall (T4)
- La maison hantée où l'Épouvanteur fait passer son test à Tom. Joseph Delaney, l'auteur, a créé cette maison en s'inspirant de la maison dans laquelle il vivait, enfant. Il y faisait un rêve étrange où une créature venait de sa cave (cave où Tom doit se rendre lors de son test) pour l'y emporter, et il se réveillait toujours à cet endroit du rêve. De plus, son frère faisait le même rêve. (T1)
- La faille où se trouve la maison d'hiver de l'Épouvanteur à Anglezarke (T3)
- La colline de Pendle (Pendle Hill) (Le Combat de l'Épouvanteur)
- La rue de Babylone, rue proche d'un collège où Joseph Delaney s'était rendu un jour et où il avait promis de s'inspirer du nom de la ville (Anderton) pour créer Adlington. Dans le livre, cette rue est celle où se trouve la boutique de serrurier du frère de l'Épouvanteur, Andrew Gregory. (T2)

## Le thème du septième fils
Dans le Cycle des Chroniques d'Alvin le Faiseur (d'Orson Scott Card), on retrouve aussi le thème du septième fils d'un septième fils doué de pouvoirs magiques. Ces enfants perçoivent les ombres de ceux qui ont peuplé la Terre et ressentent la présence des êtres maléfiques.
Les septièmes fils d'un septième fils sont aussi considérés comme des monstres sans cœur.
On retrouve aussi ce thème dans L'Île des Sorciers (anciens Ile du Crâne et Maudit Graal) de Anthony Horowitz. Les septièmes fils d'un septième fils sont des sorciers. Voir aussi Les Chroniques de Spiderwick, Magyk, Les Portes du temps, Les Chroniques de la Magick Academy ainsi que Le Septième Fils.
Voir également Les Secrets de l'immortel Nicolas Flamel où Pernelle, étant septième fille d'une septième fille, distingue les fantômes.
Dans le registre parodique, Terry Pratchett aborde le thème du huitième fils d'un huitième fils, dans La Huitième Fille.
Ce thème est également utilisé comme le titre d'un album Seventh Son of a Seventh Son et d'une chanson du groupe de hard-rock metal Iron Maiden.

## Informations supplémentaires sur l'histoire
Le comté : Le comté (dans lequel les livres de l'Épouvanteur sont situés) est basé sur le réel comté Anglais du Lancashire. Beaucoup de noms de lieux furent adaptés à partir de lieux réels pour créer le mythique Lancashire où vivent l'Épouvanteur et Tom. Entre autres, Preston est devenu Priestown, Lancaster fut renommé Caster, Blackpool changea pour le Black Pool et Chipping est dorénavant Chipenden.
La Maison de Passage Watery : Dans L'Apprenti épouvanteur, la Maison de Passage Watery est basée sur des faits réels. Enfant, Joseph Delaney a vécu dans une maison similaire à Preston. Il y faisait un cauchemar récurrent. Il y avait un placard sous l’escalier de la cuisine où sa famille conservait du charbon (et non dans la cave). Dans le cauchemar, il était assis sur un tapis dans le salon pendant que sa mère était en train de tricoter. Alors le froid envahissait tout, et cette chose fantôme que ses frères et lui ont appelée « Sam » (ses frères faisaient le même cauchemar) quittait sa cachette sous l’escalier, prenait Joseph et l’emportait vers l’obscur, tandis qu’il luttait pour se réveiller. La maison était en réalité la no 1, passage Watery, et il y avait un canal en face. Elle a par la suite été démolie.
Territoire Gobelin Réel : Il y a beaucoup d'histoires de gobelins dans le Lancashire. Joseph Delaney vivrait en fait en territoire gobelin à Lancashire. La ville de Stalmine aurait (ou aurait eu) un Gobelin connu sous le nom de « frappeur », qui aurait été enterré sous le perron d'une maison près de l'église. L'ancien nom de Stalmine est Staumin, le village où Tom emmène Alice à la fin du premier livre. Il existerait également d'autres gobelins à quelques milles de là : un gobelin velu à Wheeton, un gobelin-cheval associé à la ville de Hackensall près de Knott End-on-Sea et un conte sur le Diable et le Professeur de Cockerham.

## Adaptations

### Cinéma
Un film intitulé Le Septième Fils, librement inspiré de la série de romans et réalisé par Sergueï Bodrov, est sorti au cinéma en 2014.

### Bandes dessinées
Une adaptation de chacun des romans de la série est lancée par les éditions Bayard Jeunesse.
1. L'Apprenti épouvanteur, écrite par Pierre Oertel et dessinée par Benjamin Bachelier, 2 juillet 2023, 88 p.  (ISBN 979-10-363-4062-8)
2. La Malédiction de l'épouvanteur, écrite par Gwénaëlle Boulet et dessinée par Benjamin Bachelier, 2 juillet 2025, 96 p.  (ISBN 979-10-363-5348-2)